# Risvica
Risvica is een plaats in de gemeente Kumrovec in de Kroatische provincie Krapina-Zagorje. De plaats telt 309 inwoners (2001).